# Eutoea tephrosiata
Eutoea tephrosiata là một loài bướm đêm trong họ Geometridae.